# ブラジル軍
ブラジル軍（ブラジルぐん、葡語：Forças Armadas Brasileiras）は、ブラジル連邦共和国の軍隊である。

## 概要
ブラジルの軍隊は国防省のもと

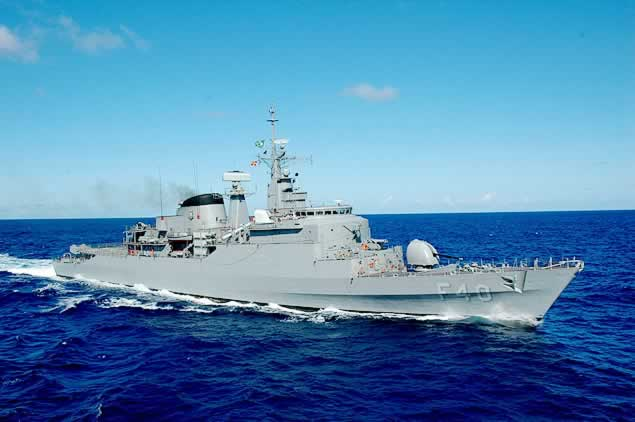
F Niteroi駆逐艦

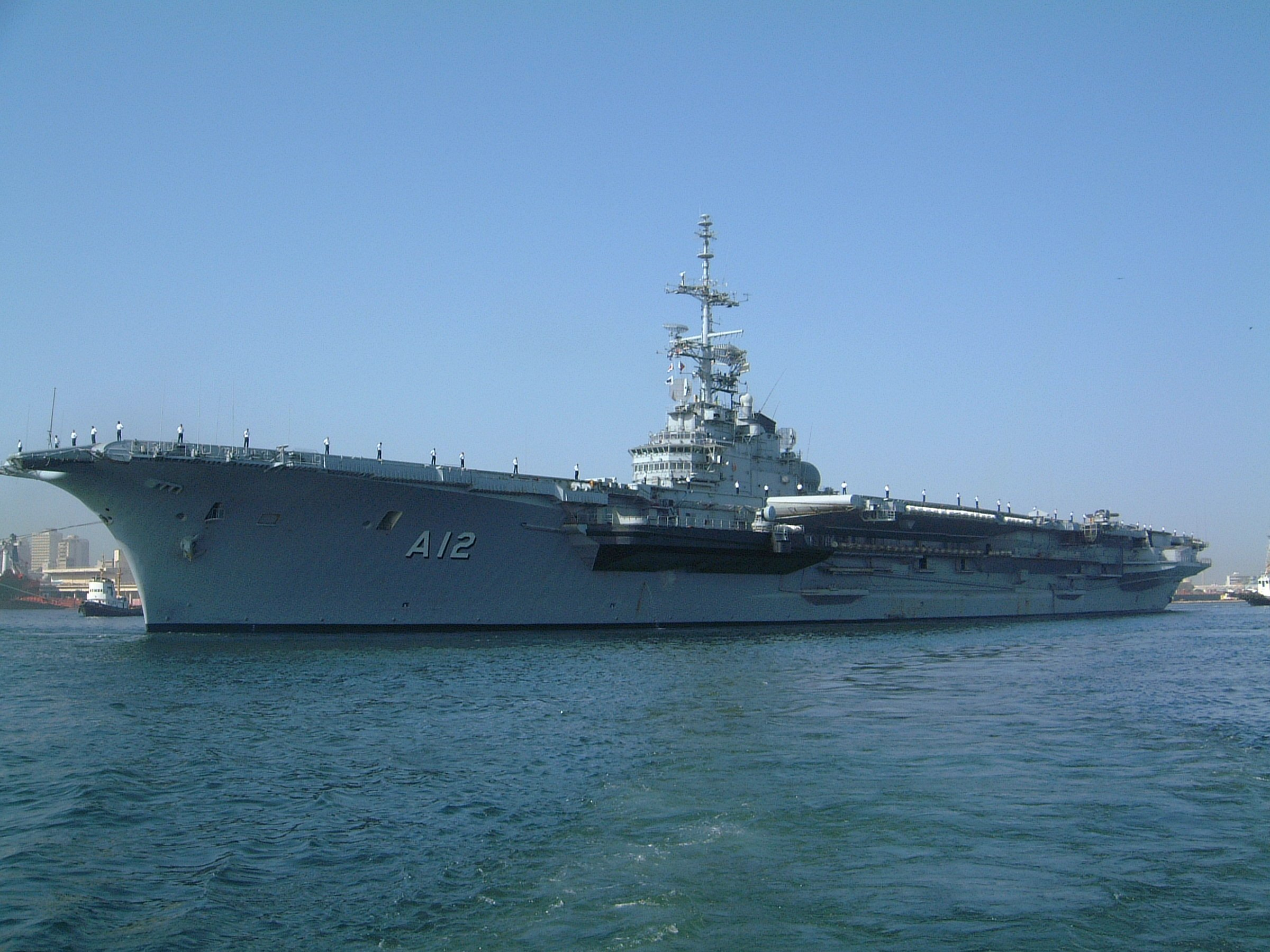
サン・パウロ

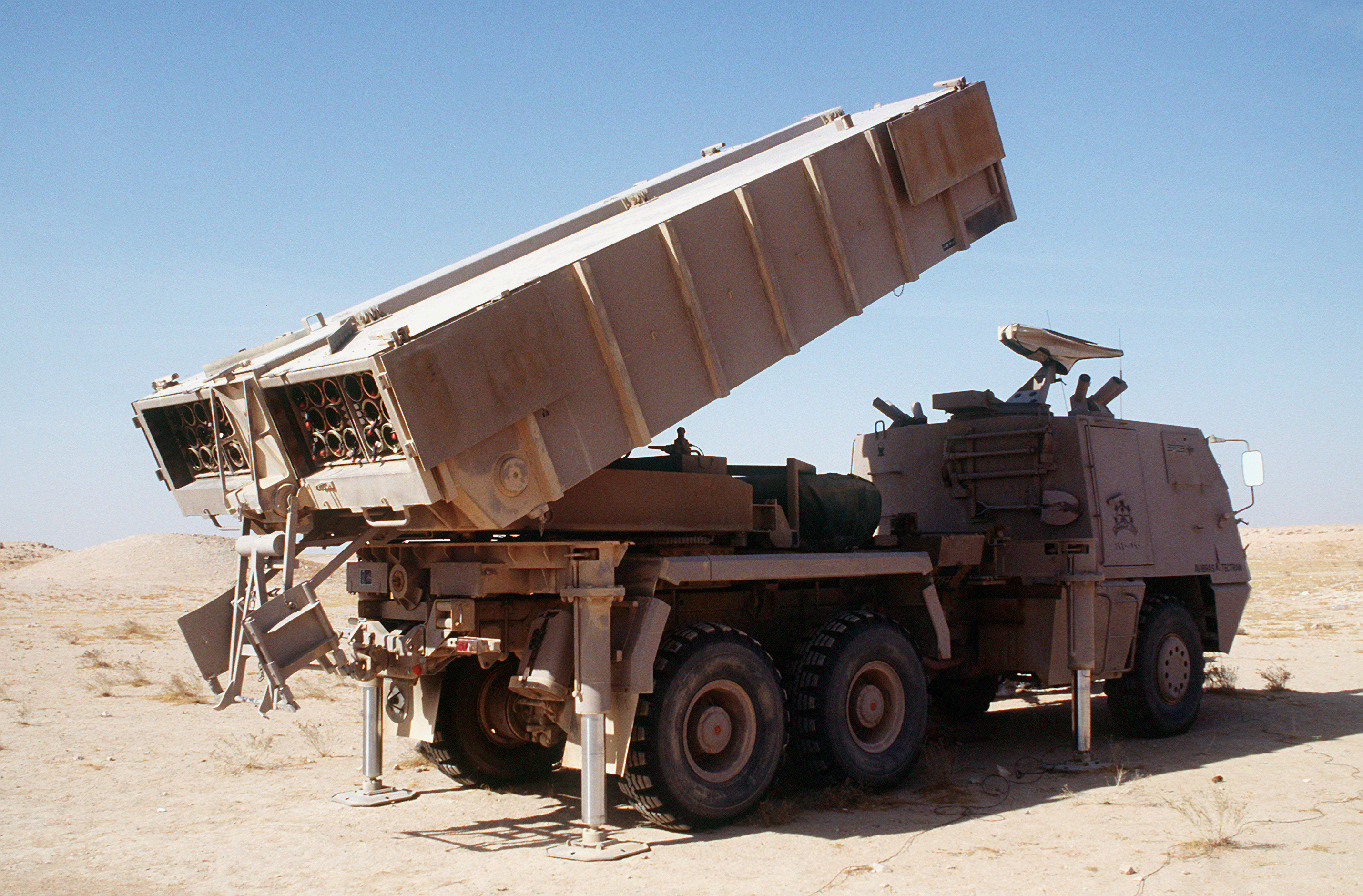
ASTROS-2多連装ロケットシステム

- ブラジル陸軍（Exército Brasileiro）
- ブラジル海軍（Marinha do Brasil）
- ブラジル空軍（Força Aérea Brasileira）

の3軍から成る。
陸軍は陸上での国土防衛を任務とし、兵力約190,000人である。
海軍は海軍作戦本部の指揮のもと、領海を警備する任務を負っている。ブラジル軍で最も古い歴史を持つ。ラテンアメリカで唯一、正規空母を保有していた軍であったが、2万7307トンの航空母艦サン・パウロ（元フランス海軍のフォッシュ）は老朽化と旧式化が進み改修のコストも膨大となったため、同艦は2017年2月に運用を終了した。しかしアメリカ製及びイギリス製のフリゲート数隻、国産コルベット若干、沿岸作戦用のディーゼル発電式潜水艦、そのほか多数の河川用艦艇と沿岸警備船を保有し、海兵隊と海軍航空隊も組織されているなど、依然としてラテンアメリカ最大の海軍戦力を誇る。
空軍は陸海軍航空隊の一部を統合して設立された。約66,000人の隊員と700機の各種航空機からなる。

## 兵役
ブラジルの男性は、18歳の誕生日以後に12か月間の兵役（空軍は24か月、海軍は36か月）を義務づけられている。しかしながら全員が兵役に就く訳ではなく、定職に就いていることや大学への進学、健康上の理由などの正当な理由があれば免除を受けることができる（良心的兵役拒否）。ザ・ワールド・ファクトブックによれば、このほか志願兵も存在し、年齢制限は17歳から45歳である。
女性は1980年代初頭に陸軍が入隊容認・採用を開始した。2006年には女性空軍パイロットの一期生が卒業した。

## 予算不足
俸給と軍人年金の支払いだけで各軍の予算は圧迫されており、装備の維持と更新に必要とされる予算は不足している。
陸軍の全保有車両の78%は運用開始から34年以上が経過しており、一部のトラックは第二次世界大戦中に使用された物もあるとされる。Enzo Martins Peri将軍は、火砲の大半も第二次世界大戦時のものだとしている。1437両の装甲戦闘車両のうち42%から70%は使用不能で、6676両の車両のうち40%は使用不能である。弾薬は必要量のわずか15%しかない。
海軍も同様に困難に直面している。海軍は7000キロを越す海岸線を警備するために21隻の水上艦艇しか保有しておらず、しかも可動状態なのは10隻程度のみで、そのうちの多くは制限付きで運用されている。5隻ある潜水艦のうち完全な可動状態は1隻のみで、ほかに2隻が制限付きで運用されている。海軍航空隊の58機のヘリコプターの内27機（46%）も作戦不能状態にある。
空軍保有の航空機のうち満足に使用できるのは267機のみで、残る452機は予備部品不足と整備不良で飛行不能とされる。この問題を悪化させている要因として、保有航空機の60%が運用20年経過、もしくはそれ以上の老朽機であるためとされる。
2009年の予算は297億ドルである。